# Tarja Turunen
Tarja Soile Susanna Turunen Cabuli (AFI: ['tɑrjɑ…'turunen]; Kitee, 17 de agosto de 1977) é uma cantora e compositora finlandesa que ficou mundialmente conhecida como a primeira vocalista e membro fundadora da banda de metal sinfônico Nightwish, entre 1996 e 2005. Atualmente ela segue em carreira solo e é considerada uma das melhores cantoras de seu estilo, sendo reconhecida e também tendo recebido a designação por Doro Pesch como uma das sucessoras ao título de "Rainha do Metal". Tarja ainda colaborou em carreira solo com grandes nomes da música como o compositor alemão vencedor do Óscar, Hans Zimmer, as bandas Scorpions e Angra, o músico Chad Smith do Red Hot Chilli Peppers, Within Temptation, a atual vocalista do Nightwish, Floor Jansen, Doro Pesch, Mike Oldfield e também o brasileiro Kiko Loureiro do Megadeth, ex-membro do Angra. 
Tarja começou sua carreira musical em 1996 quando fundou a banda Nightwish ao lado de Tuomas Holopainen e Emppu Vuorinen; ela cantou na banda até 2005, quando foi demitida em uma carta aberta à imprensa. Já em dezembro daquele ano, Tarja iniciou uma turnê de concertos natalinos que se estendeu até o fim de 2006, quando ela lançou seu primeiro álbum solo, um projeto natalino chamado Henkäys Ikuisuudesta. Em 2007, Tarja lançou um novo disco, My Winter Storm, seu primeiro trabalho solo de metal que foi sucedido por What Lies Beneath em 2010. Mais tarde em 2013, é lançado seu quarto disco de estúdio, Colours in the Dark, e em 2015 o clássico Ave Maria - En Plein Air. No ano seguinte, Tarja lançou dois álbuns de estúdio, The Brightest Void e The Shadow Self, cujas temáticas e conceitos são interligados.
Tarja é a cantora mais popular de seu país, enunciada "A Voz da Finlândia" pela primeira mulher ex-presidente do país, Tarja Halonen. Ela é constantemente chamada para participações na TV ou para julgar uma competição local. Ela também é uma das cantoras mais populares de seu gênero na Europa e já foi indicada para seis Emma Awards, sendo também pré-nomeada para o Grammy Awards por um trabalho conjunto com o artista Schiller em 2009. Seu perfil vocal se enquadra em soprano lírico, com amplitude de 3,5 oitavas.

## Vida pessoal
Tarja nasceu no pequeno vilarejo finlandês de Puhos, em Kitee, única filha entre três irmãos, e desde criança sempre apresentou interesse pela música; sua mãe foi a primeira a notar isso, quando, em uma festa da família, a garotinha de apenas três anos mostrou sua voz para um público pela primeira vez, com a canção "Enkeli Taivaan" (Anjo do Céu, em português). Depois disso, sua mãe decidiu colocá-la no coral da paróquia que a família frequentava, onde ela podia praticar regularmente e ter aulas adicionais em um grupo infantil. Aos seis anos, ela começou a ter aulas particulares de piano erudito, e apesar de morar a vinte quilômetros do local das aulas, ela contava com o apoio de seus pais, que faziam questão que sua filha não faltasse às lições.
Na escola primária, Tarja era costumeiramente convidada a cantar em pequenas festas escolares, por isso, nessa época, a cantora chegou a sofrer bullying por parte das meninas de sua escola, por sempre tirar notas altas nos testes e ser uma das alunas preferidas dos professores; com isso, ela se tornou uma criança mais introvertida, tímida e a maioria de seus amigos eram garotos, os quais guardavam por ela admiração e tratavam-na com respeito.

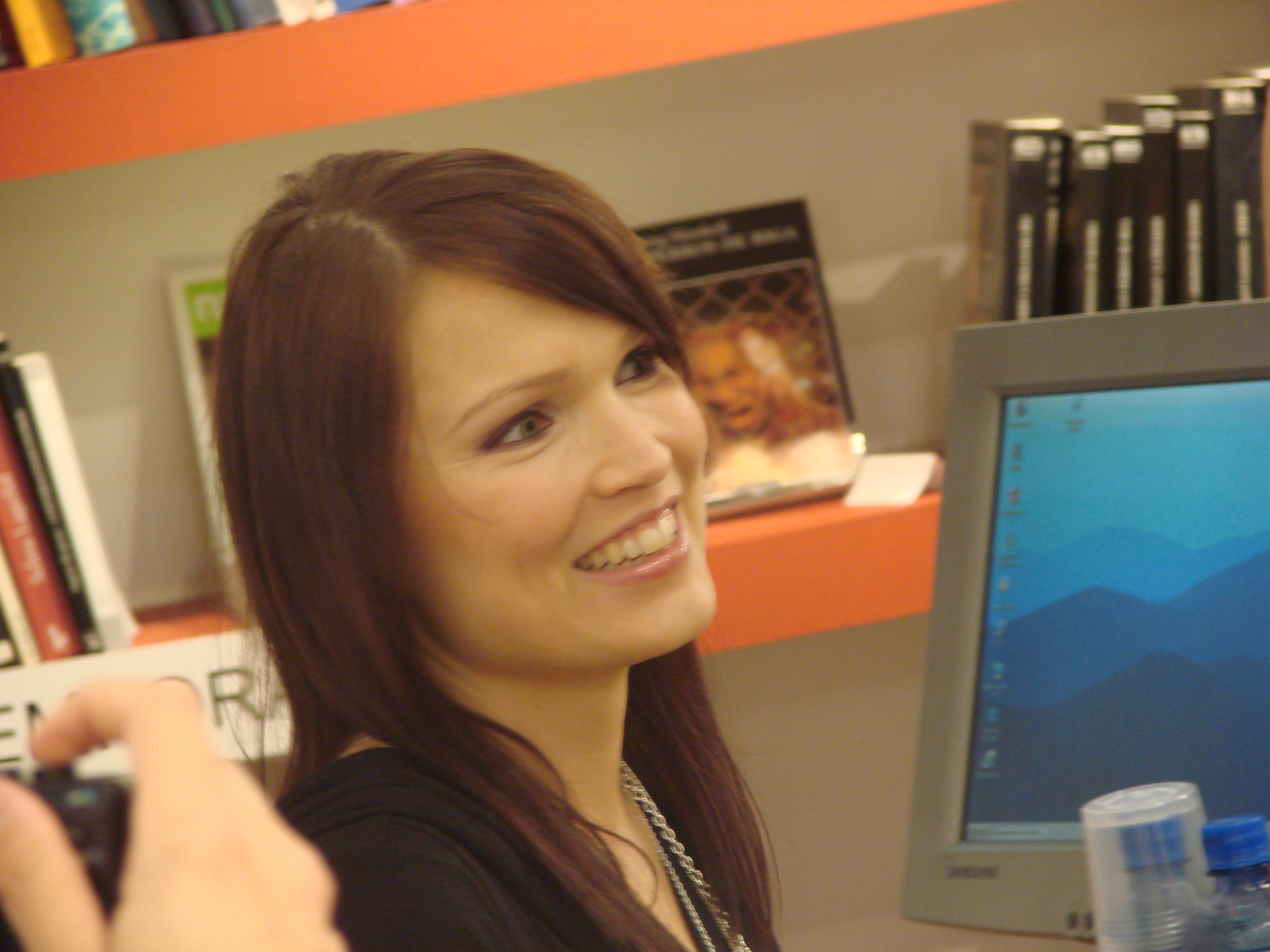
Tarja na Feira Internacional do Livro de Buenos Aires, Argentina em 3 de maio de 2007.

Seus grandes ídolos na infância eram cantores de soul como Whitney Houston e Aretha Franklin, e nessa época sua família achava que seria o caminho seguido pela garota, porém, aos quinze anos, Tarja mudou-se para Savonlinna, onde estudou na Savonlinna Senior Secondary School of Art and Music, onde passou a ter aulas de canto lírico e seguiu focando-se nesse estilo. No mesmo ano, ela se apresentou pela primeira vez para mais de mil pessoas como solista em um concerto de Natal.[carece de fontes?]
Aos dezoito anos, mudou-se novamente, agora para a cidade de Kuopio, onde ingressou na Academia Sibelius de Artes e pôde desenvolver realmente seus dotes musicais, aperfeiçoando-se no canto lírico e música de câmara.[carece de fontes?]
No dia 1 de janeiro de 2003, Tarja casou-se com o empresário argentino Marcelo Cabuli, o qual já conhecia desde sua primeira excursão pela América Latina em 2000;[carece de fontes?] eles vivem juntos até hoje. Em dezembro de 2012, Tarja postou duas fotos em sua conta pessoal no Facebook, e em uma delas Tarja aparecia segurando um pequeno bebê, e na outra, aparecia ao lado de um carrinho de bebê. Imediatamente surgiram rumores de que a menina seria filha de Tarja e Marcelo, e poucos dias depois a assessoria de imprensa da cantora confirmou a notícia, revelando que Tarja manteve a gravidez em segredo até o fim, e que a garota, Naomi, nasceu em agosto daquele ano.

## Carreira musical

### Tarja e o Nightwish
Em 1996, Tarja tornou-se um dos membros-fundadores do Nightwish, quando seu colega de classe, Tuomas Holopainen, a convidou para participar de seu projeto acústico, então, Tarja, Tuomas e o guitarrista Emppu Vuorinen gravaram uma demo intitulada Nightwish, da qual foi retirado o nome da banda. No mesmo ano, ela cantou pela primeira vez no Festival de Ópera de Savonlinna, onde fazia parte do coral, interpretando algumas obras de Wagner e Verdi.
Em 1997 é lançado o primeiro álbum da banda, Angels Fall First, e foi quando Tarja fez seu primeiro concerto com o grupo em 31 de dezembro, em sua cidade natal. A banda porém, só ficou internacionalmente famosa com o lançamento do álbum Oceanborn, em 1998. Tarja foi solista de vários espetáculos bem-sucedidos de música lírica, mas continuou a gravar e fazer apresentações com o Nightwish pelos anos de 2000 e 2001, período de lançamento do álbum Wishmaster e do EP Over the Hills and Far Away.

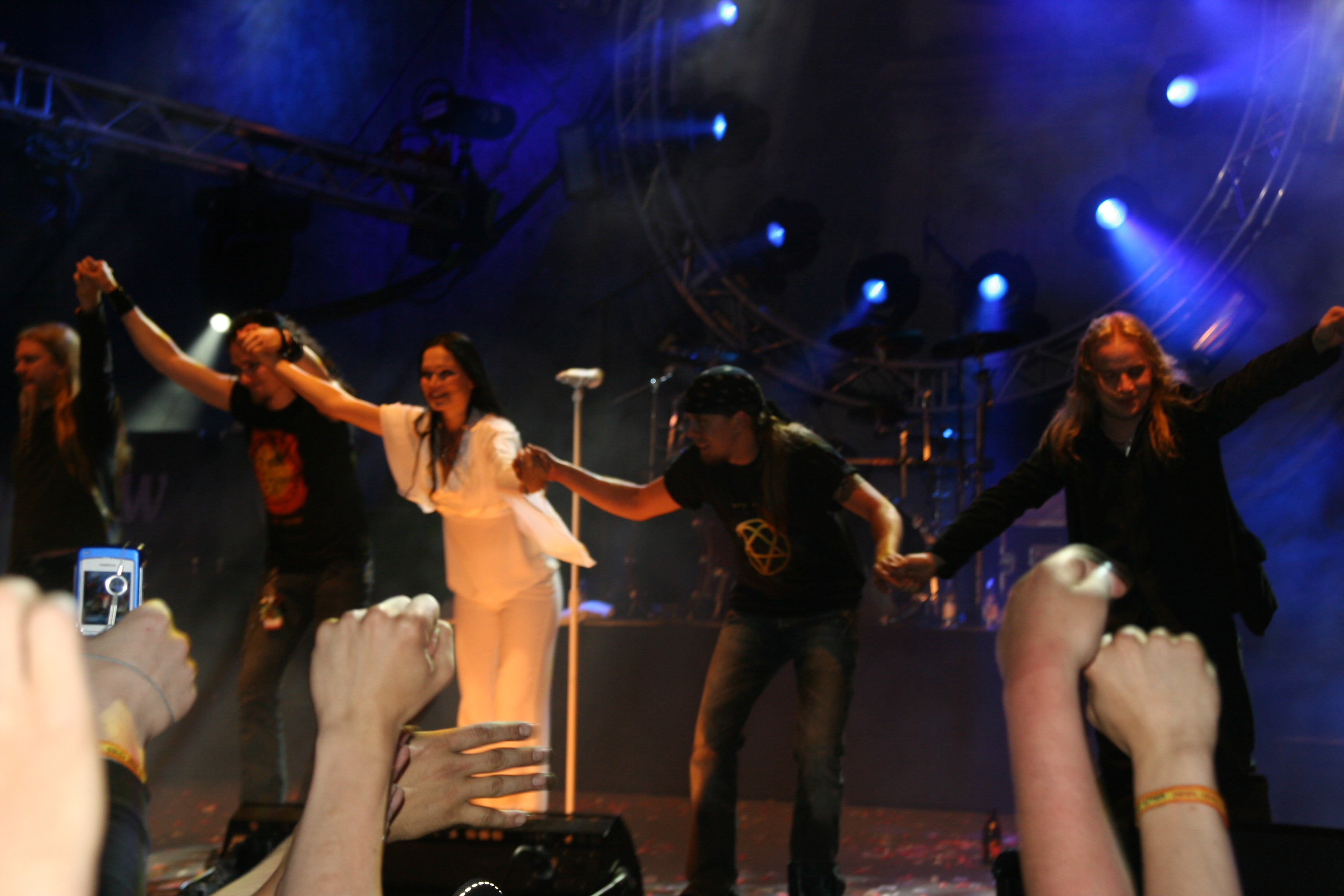
Tarja encerrando uma apresentação com o Nightwish na Finlândia em 2005.

Nessa época, Tarja deixou a Academia Sibelius e mudou-se para a Alemanha, onde passou a frequentar a Universidade de Música de Karlsruhe, no sul do país. Enquanto esteve lá, ela gravou os vocais para o álbum Century Child, além de uma participação no também bem-sucedido projeto Infinity do baixista argentino Beto Vázquez.[carece de fontes?]
Em 2002, a cantora excursionou pela América do Sul com o concerto Noche Escandinava I, posteriormente fazendo uma longa turnê mundial para a promoção de Once, o então novo álbum do Nightwish. Após esse período, Tarja voltou a Karlsruhe e o Nightwish fez um pequeno hiato. Após um concerto na Hartwall Areena de Helsinque, lhe foi entregue uma carta aberta, assinada pelos outros integrantes do grupo, na qual ela foi demitida da banda.
Tal fato fez com que ocorressem várias discussões sobre o motivo da demissão, e Tarja então decidiu dar seu parecer sobre a discussão em duas conferências de imprensa, a primeira em Helsinque e a segunda em Berlim. As maiores especulações eram sobre seu marido, Marcelo, acusado de manipulador e de ser o principal motivo da demissão de Tarja. Marcelo, então, respondeu a mais de cento e cinquenta perguntas enviadas por fãs sobre toda essa questão, dando sua opinião pessoal sobre todas as acusações, explicando que a verdadeira razão da demissão foi o fato de Tuomas Holopainen ser apaixonado pela cantora, que nunca o correspondeu.

### Carreira solo
O primeiro lançamento solo de Tarja foi um single natalino em 2004, "Yhden Enkelin Unelma", que chegou a Disco de Platina na Finlândia e ao primeiro lugar nas paradas musicais tanto em 2004 quanto em 2005.
Após sua demissão do Nightwish, Tarja ficou em pausa apenas durante um mês em Buenos Aires, pois já em dezembro retomou sua carreira com uma turnê natalina que passou por quatro países da Europa: Finlândia, Alemanha, Espanha e Romênia, onde neste último foi acompanhada pela Orquestra Filarmônica de Sibiu. E 2006 não foi um ano de pausa para a cantora, que participou do álbum solo de seu irmão, Timo Turunen, e lançou seu primeiro álbum independente, um disco natalino chamado Henkäys Ikuisuudesta. O disco foi muito bem aceito, ganhando certificado de Platina e chegando a segunda posição das paradas finlandesas. Uma turnê promocional foi realizada entre novembro e dezembro pela Finlândia, com dois concertos especiais na Rússia. A apresentação na cidade de Lahti teve lotação esgotada e foi transmitida ao vivo pela emissora YLE TV2, a audiência foi estimada em trinta por cento em horário nobre, o que corresponde a mais de quatrocentos e cinquenta mil espectadores.

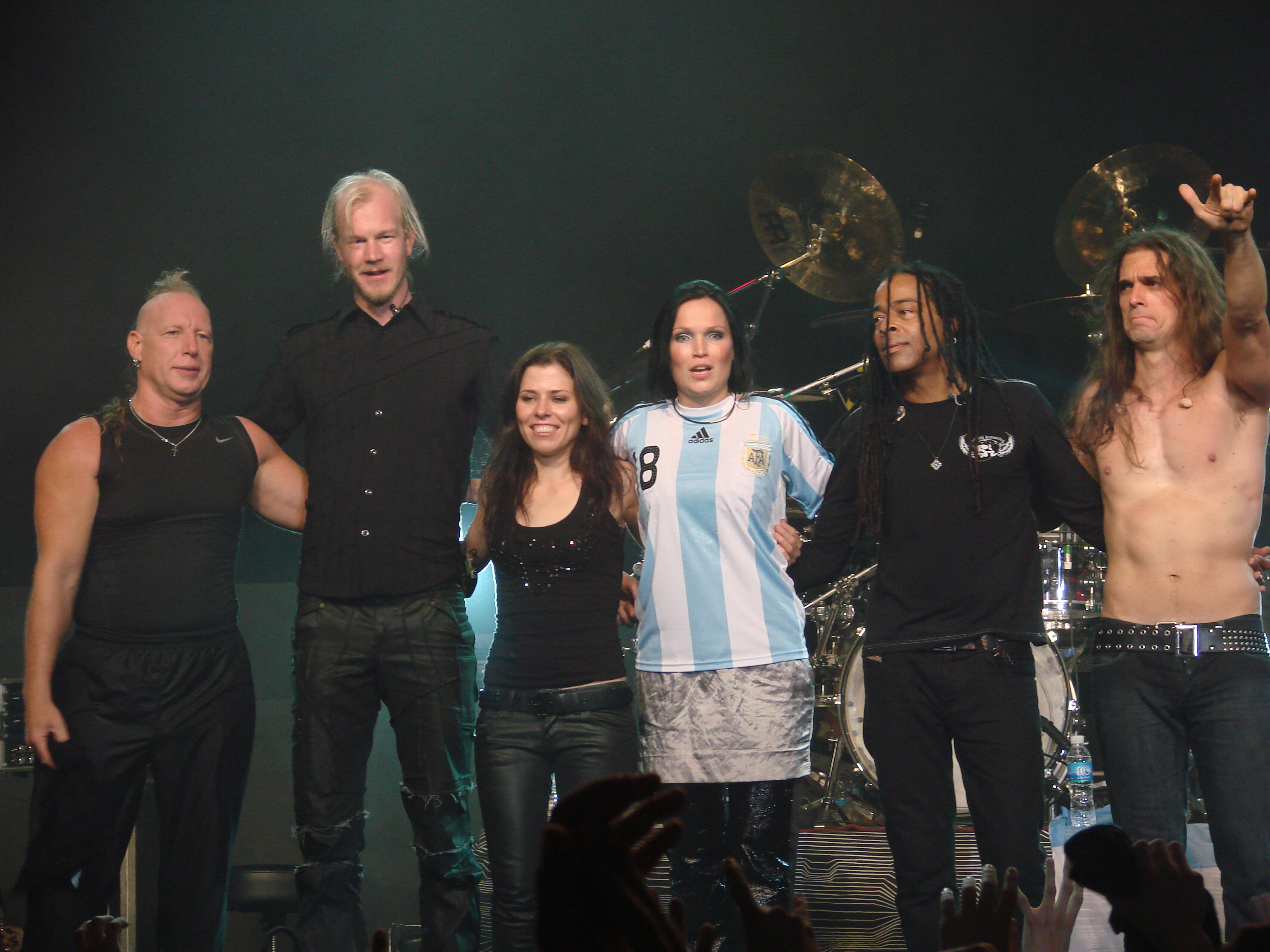
Tarja com sua própria banda em Buenos Aires, Argentina em 2008.

Ainda em maio, Tarja começou as gravações do seu primeiro álbum solo de metal, My Winter Storm, nos estúdios Grouse Lodge, no interior da Irlanda, contando com a ajuda de um grupo de compositores e músicos como Doug Wimbish e Earl Harvin. A produção do álbum levou a cantora aos estúdios do famoso compositor de trilhas sonoras, Hans Zimmer, em Los Angeles, onde o álbum ganhou seus últimos arranjos para, enfim, poder ser lançado em 19 de novembro de 2007 na Europa e 2 de janeiro de 2008 na América do Sul.[carece de fontes?]
A turnê mundial que promoveu o álbum começou em 25 de novembro de 2007 por Berlim, na Alemanha, e ainda naquele ano Tarja e sua banda passaram por outros oito países. Tarja excursionou durante todo o ano de 2008, e em agosto, ela se apresentou pela América Latina, passando pelo Brasil, com datas nas cidades de São Paulo, Curitiba, Porto Alegre, Fortaleza, Belo Horizonte e Rio de Janeiro, e em outros países como México, Chile, Colômbia e Argentina, contando com a participação do guitarrista brasileiro Kiko Loureiro. Durante essa turnê, Tarja apresentou a música "Enough", que até então não havia sido gravada em estúdio, e foi lançada como single mais tarde. No final de 2008, Tarja retorna à Europa para novos concertos e também lança um novo EP, intitulado The Seer, que além da participação da veterana Doro Pesch em um dueto na música título, conta também com várias versões das músicas já encontradas no álbum My Winter Storm.[carece de fontes?]
A cantora finaliza o ano como convidada especial no concerto de comemoração aos vinte e cinco anos de carreira de Doro na Alemanha, interpretando as canções "The Seer" e "Walking with the Angels", esta última também fazendo parte do álbum Fear no Evil, que Doro lançou no ano seguinte. Em fevereiro de 2009, Tarja anunciou em seu website o título de seu novo álbum: What Lies Beneath, no qual ela trabalhou desde então, sempre mantendo o público atualizado quanto ao processo de produção através de um blog que ela criou especificamente para isso. Em 19 de julho de 2010, foi feito o primeiro lançamento relacionado ao novo material, um single chamado "Falling Awake", com lançamento limitado em mil cópias para o Reino Unido; o principal single, "Until My Last Breath", foi lançado mundialmente em 16 de agosto.

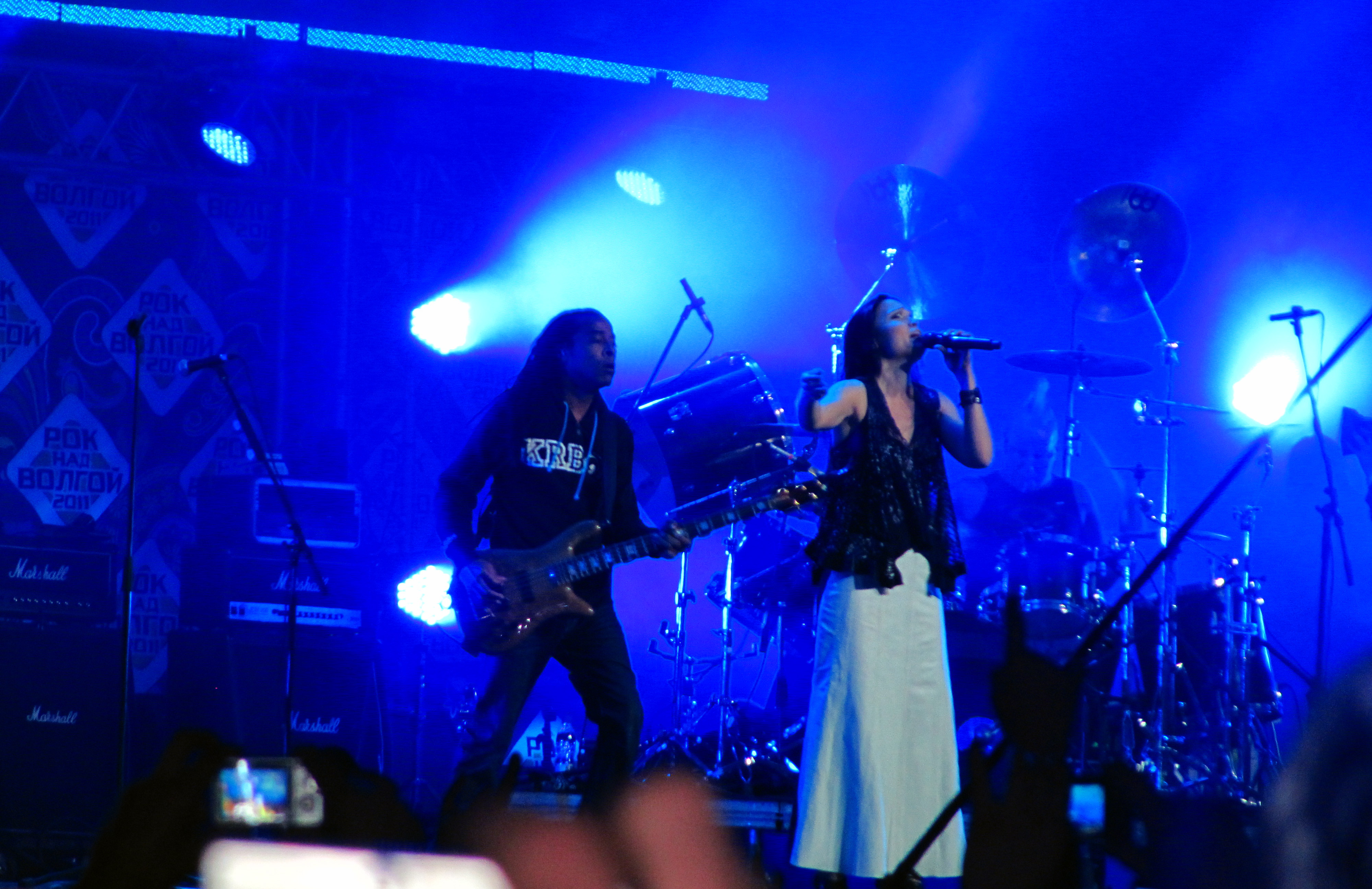
Tarja se apresentando ao vivo em 2011.

O álbum completo saiu em setembro de 2010, mas já em junho Tarja havia dado início a sua nova turnê mundial se apresentando em uma série de festivais na Europa, e rapidamente marcou seus próprios concertos, realizados também na Europa entre outubro e dezembro daquele ano, com mais datas realizadas na Europa e na América Latina em março, abril e maio de 2011. Ainda em 2011, Tarja participou de uma série de festivais de metal na Europa e esteve ao lado da banda Angra no Rock in Rio no dia 25 de setembro. A última série de concertos da turnê aconteceu entre janeiro e abril de 2012, e em agosto Tarja lançou seu primeiro DVD solo, Act I: Live in Rosario.
Em novembro de 2012, Tarja anunciou que já havia começado a gravar os vocais para seu álbum seguinte, Colours in the Dark, que foi lançado na Europa em 30 de agosto de 2013 através da gravadora earMUSIC, sendo que, pouco tempo depois, Tarja divulgou as primeiras datas da turnê promocional, que começou em outubro na República Checa.
Mais tarde naquele mesmo ano, Tarja participou da canção "Paradise (What About Us?)" da banda holandesa Within Temptation, que foi lançada como primeiro single do álbum Hydra, ganhando também posteriormente uma versão própria de Tarja, que fora incluída no álbum The Brightest Void, lançado mundialmente em 3 de junho de 2016. Não obstante, Tarja anunciou que The Brightest Void serviria como um prelúdio para o lançamento principal, The Shadow Self, e que embora ambos os trabalhos mantenham uma certa conexão e partilhem da mesma temática, cada um age de forma individual.
Em janeiro de 2020 Tarja Turunen realizou dois shows, em Praga (República Checa) e Bucareste (Romênia), onde reuniu músicas de toda sua carreira solo, intitulado "The Best of Tarja: A Night to Remember" contou com mais de 16 músicos, entre eles Doug wimbish e o brasileiro Rafael Bittencourt (Angra), e será lançado no formato DVD.
Em 2 de dezembro de 2022, Tarja lançou o seu primeiro álbum de compilação, Best of: Living the Dream, em vários formatos, para comemorar os seus 15 anos de carreira a solo. Mais tarde, anunciou o início da digressão Living the Dream Tour 2023, em apoio ao álbum de compilação, com início nos Estados Unidos.
Em 18 de fevereiro de 2025, foi anunciado o décimo álbum ao vivo e sexto álbum de vídeo de Tarja, Circus Life, contendo as gravações ao vivo da sua setlist do show de janeiro de 2020 em Bucareste, Roménia. O álbum foi anunciado com o lançamento do primeiro single, "Shadow Play", no mesmo dia.

### Projetos paralelos
Em 2001, Tarja fundou um pequeno grupo de música lied, Noche Escandinava, ao lado de suas amigas Marjut Paavilainen e Ingvild Storhaug, e atualmente também conta com Izumi Kawakatsu e Juha Koskela. O objetivo do conjunto é difundir a música finlandesa em países latino-americanos, e conta apenas com um CD, gravado ao vivo em Buenos Aires, na Argentina, em 24 de abril de 2004, chamado Noche Escandinava II - A Finnish Evening from Buenos Aires, Argentina, April 24th 2004, disponível para vendas no website oficial da cantora.[carece de fontes?]
Em 2006, Tarja começou a trabalhar com alguns músicos finlandeses que algum tempo depois saíram em turnê com ela para concertos de música clássica. Essas apresentações continuaram em 2009 e 2010, e em 12 de agosto de 2011, Tarja anunciou que ela, junto com o pianista Kalevi Kiviniemi, o guitarrista Marzi Nyman e o baterista Markku Krohn, haviam criado o grupo Harus, que em 17 de novembro de 2011, lançou um DVD chamado In Concert – Live at Sibelius Hall, gravado na Finlândia no ano anterior.

## Descrição musical

### Estilo vocal

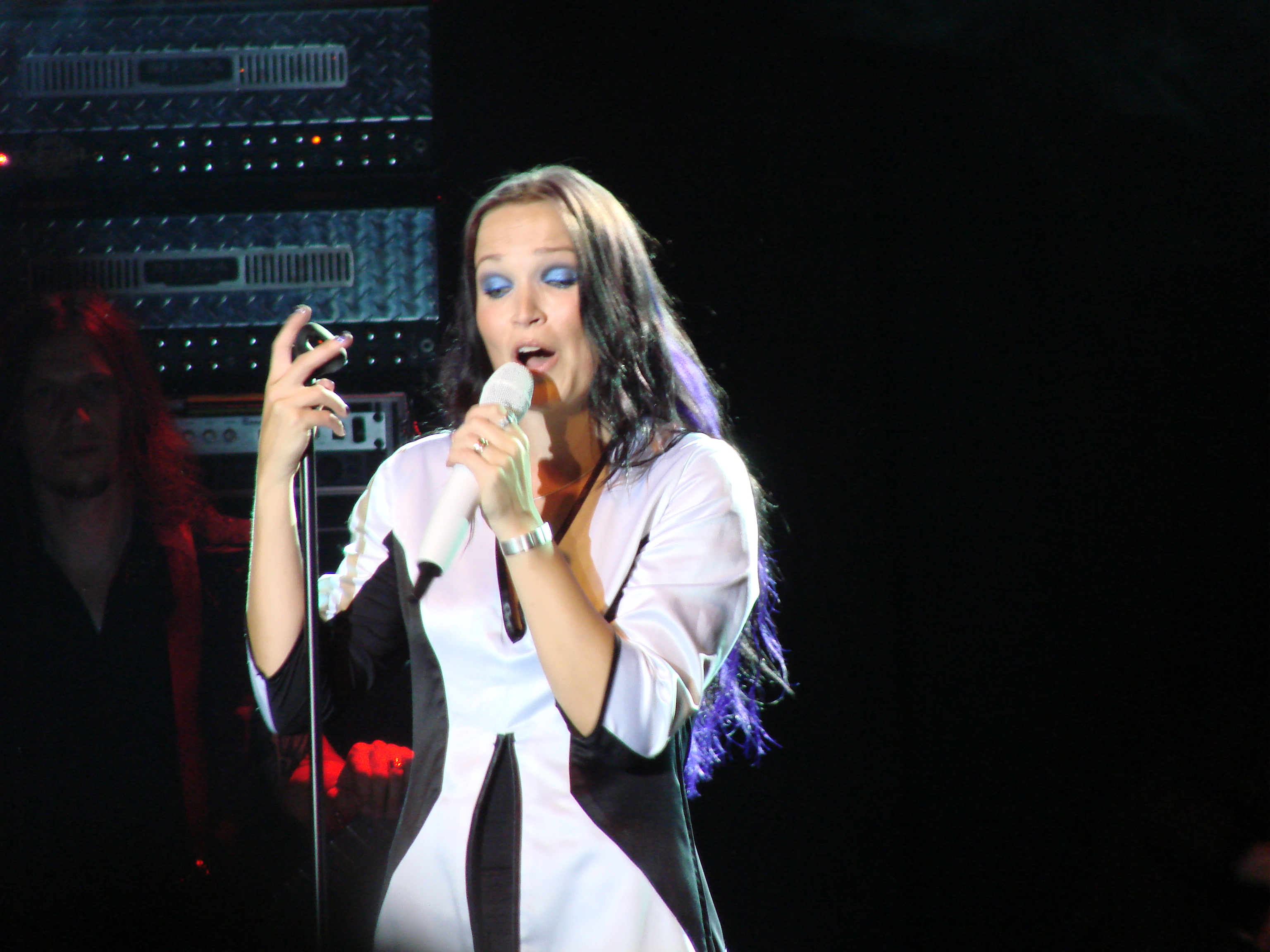
Tarja durante uma apresentação na Argentina em 2009.

Tarja começou a ter aulas de canto lírico aos 15 anos, quando frequentou a Academia Musical de Savonlinna, na Finlândia, focando nesse estilo; sua professora, em seguida, a ajudou a se especializar como soprano. Mais tarde ela estudou na Academia de Sibelius, mas, após entrar para o Nightwish, não teve mais tempo para os estudos. Em janeiro de 2001, Tarja foi admitida em um conservatório na Alemanha (Hochschule für Musik Karlsruhe), e com o teste que fez chamou a atenção da professora Mitsuko Shirai, que reconheceu que ela colocava muito sentimento em suas interpretações.
Tarja sempre cantou como uma cantora lírica, mas confessou em entrevistas que no começo do Nightwish era difícil para ela combinar seu estilo de voz com a música pesada da banda, mas que isso lhe permitiu brincar com sua voz e a aprender a se controlar e se educar musicalmente. O estilo diferente do Nightwish logo agradou público e crítica e ganhou o nome de metal sinfônico, que segundo a própria Tarja soa enganoso, já que quando ela canta metal ela não canta ópera, e já disse em entrevistas que quando vai se apresentar em concertos clássicos, para apresentar árias de ópera, ela precisa treinar muito mais do que para uma música de metal; ela ainda disse que ambos os estilos são semelhantes apesar das diferenças óbvias:
| “ | Os estilos são muito semelhantes; há pessoas que nunca entrariam em uma ópera, assim como há pessoas que nunca entrariam num show de metal, mas para ambos os estilos os fãs são bem leais. Os dois estilos são bons para expressar sentimentos fortes. Tarja para a revista Metal Hammer em julho de 2001. | ” |

Já desde o primeiro álbum do Nightwish, Angels Fall First, as músicas eram interpretadas de forma mais clássica, descrita pelos críticos como "angelical". O segundo álbum do Nightwish, Oceanborn, trazia uma técnica vocal bem mais forte e evidente; Tarja disse que considerou a canção "Passion and the Opera" um desafio, descrevendo-a como "(...) a vingança do inferno em seu coração (...)", comparando essa música com a ária operática "Der Hölle Rache kocht in meinem Herzen"; mas esse álbum deixou Tarja com dúvidas se ela tinha progredido musicalmente o suficiente. Outro desafio foi a música "Over the Hills and Far Away", em que a voz de Tarja foi definida como mais baixa do que de costume; Tarja revelou em uma entrevista que os outros membros da banda tiveram ataques de risos nos estúdios devido ao esforço que ela fazia nas gravações.[carece de fontes?]
O álbum Century Child trouxe um maior contraste vocal, já que ela fez dueto com o cantor Marco Hietala, as interpretações foram mais fortes, apesar de manter o estilo clássico, e essa mudança foi mais perceptível no álbum Once. Um marco de mudança foi a canção "In the Picture", que ela gravou para o álbum especial Allstars, que foi definida pelos críticos como uma incrível etapa de desenvolvimento.
| “ | Meu estilo de cantar no Nightwish tem mudado muito desde o Century Child, já que muitas músicas tem exigido isso; foi um trabalho difícil pois eu tinha desenvolvido uma técnica diferente por anos e tive de recomeçar tudo do zero. Tarja para o Metal Temple em 2004. | ” |

O primeiro álbum solo de Tarja, Henkäys Ikuisuudesta, foi um álbum natalino totalmente de música clássica, com várias peças famosas do repertório finlandês, europeu e americano. Mas o álbum seguinte, My Winter Storm, misturou hard rock, metal sinfônico e música clássica em várias faixas, e What Lies Beneath voltou a um estilo mais semelhante ao Nightwish, com músicas pesadas como "Falling Awake" e outas peças mais simples, como "I Feel Immortal". Em uma entrevista, Tarja disse que seu novo álbum foi um marco em seu desenvolvimento vocal, pois foi a primeira vez que ela pôde explorar totalmente sua voz e sua capacidade artística:[carece de fontes?]
| “ | O resultado de um trabalho duro é o meu segundo álbum solo [de metal], What Lies Beneath, o qual será lançado em setembro. Eu também sou a produtora, e esse álbum é realmente pessoal e importante pra mim. Trabalhei com uma ótima banda, ótima equipe e colaboradores. Eu senti que foi mais fácil produzir o álbum agora do que tentar explicar a alguém de fora como eu quero que o álbum soe. 2010 - Seura: A história de vida de Tarja Turunen | ” |

### Apresentações ao vivo

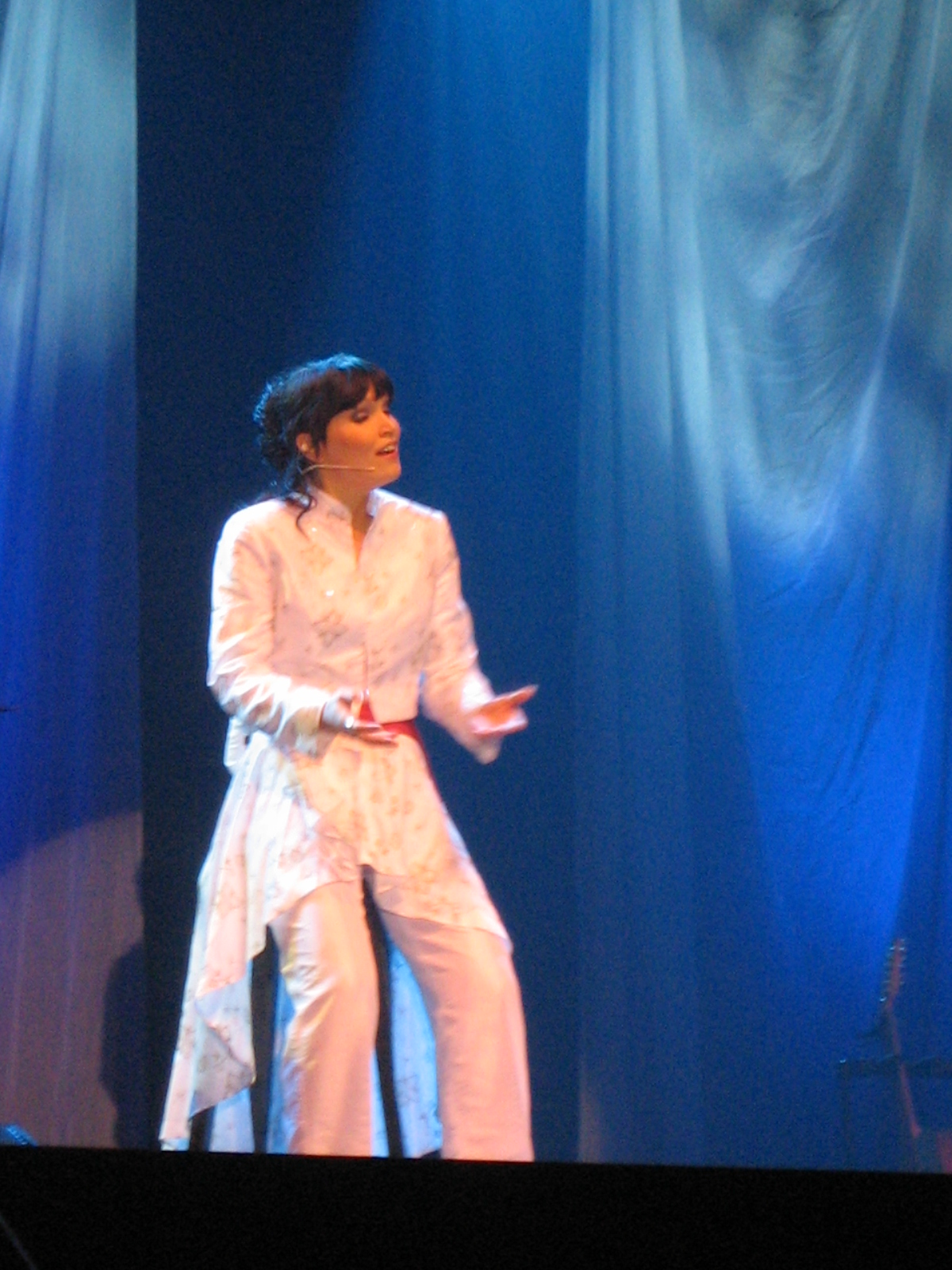
Tarja em um show natalino na cidade de Lahti, Finlândia em 3 de dezembro de 2006.

Tarja fez sua primeira apresentações no Festival de Ópera de Savonlinna como parte do coral em 1996, interpretando canções de Richard Wagner e Verdi. A partir de 1997, ela esteve constantemente viajando pelo mundo com o Nightwish, realizando performances de metal com aparelhos musicais, pirotecnia e efeitos de luzes. Os concertos costumavam possuir nos roteiros canções dos álbuns Wishmaster em diante, mas algumas do Oceanborn, como Sleeping Sun, também eram de vez em quando apresentadas. O Nightwish se apresentou em alguns dos mais importantes festivais musicais, como Lowlands, Summer Breeze, Tuska, Rock am Ring, Exit, Gates of Metal e Wacken.
Em julho de 2006, Tarja participou novamente do festival de Savonlinna, desta vez como solista, e também foi acompanhada pelo famoso tenor finlandês Raimo Sirkiä e da Orquestra Sinfônica de Kuopio, regida por Riku Niemi, numa apresentação que incluía temas clássicos como "O Mio Babbino Caro" de Puccini, canções do famoso compositor Andrew Lloyd Webber como "Don't Cry for Me, Argentina", do musical Evita, e também canções de sua antiga banda, entre outras. Ainda em 2006, Tarja participou do festival Rhapsody in Rock do músico e compositor Robert Well, e esteve no Lahti Organ Festival, festival de apresentação de piano na Finlândia, e fez mais apresentações com Raimo Sirkiä, desta vez acompanhados da pianista Maija Weitz e dos músicos da Sinäjoki City Orchestra.
Ainda em 2006, Tarja participou de um concerto beneficente em comemoração aos sessenta anos da UNICEF, o "Tomorrow's Childs", juntamente com o Coral Tapila, onde arrecadou mais de dezoito mil euros com os quais a UNICEF pôde providenciar vacinação básica para mais de duas mil crianças no Laos. Em 12 de junho de 2010, Tarja foi a atração principal do Miskolc Opera Festival, um grande evento em Miskolc, Hungria, onde ela cantou com uma orquestra sinfônica completa. A cantora também fez uma participação especial no disco Sting in the Tail, do grupo Scorpions, na música "The Good Die Young", e mais tarde eles apresentaram juntos essa canção no Wetten, dass..?, um grande programa musical na televisão alemã, assistido por mais de três milhões de pessoas.

## Recepção

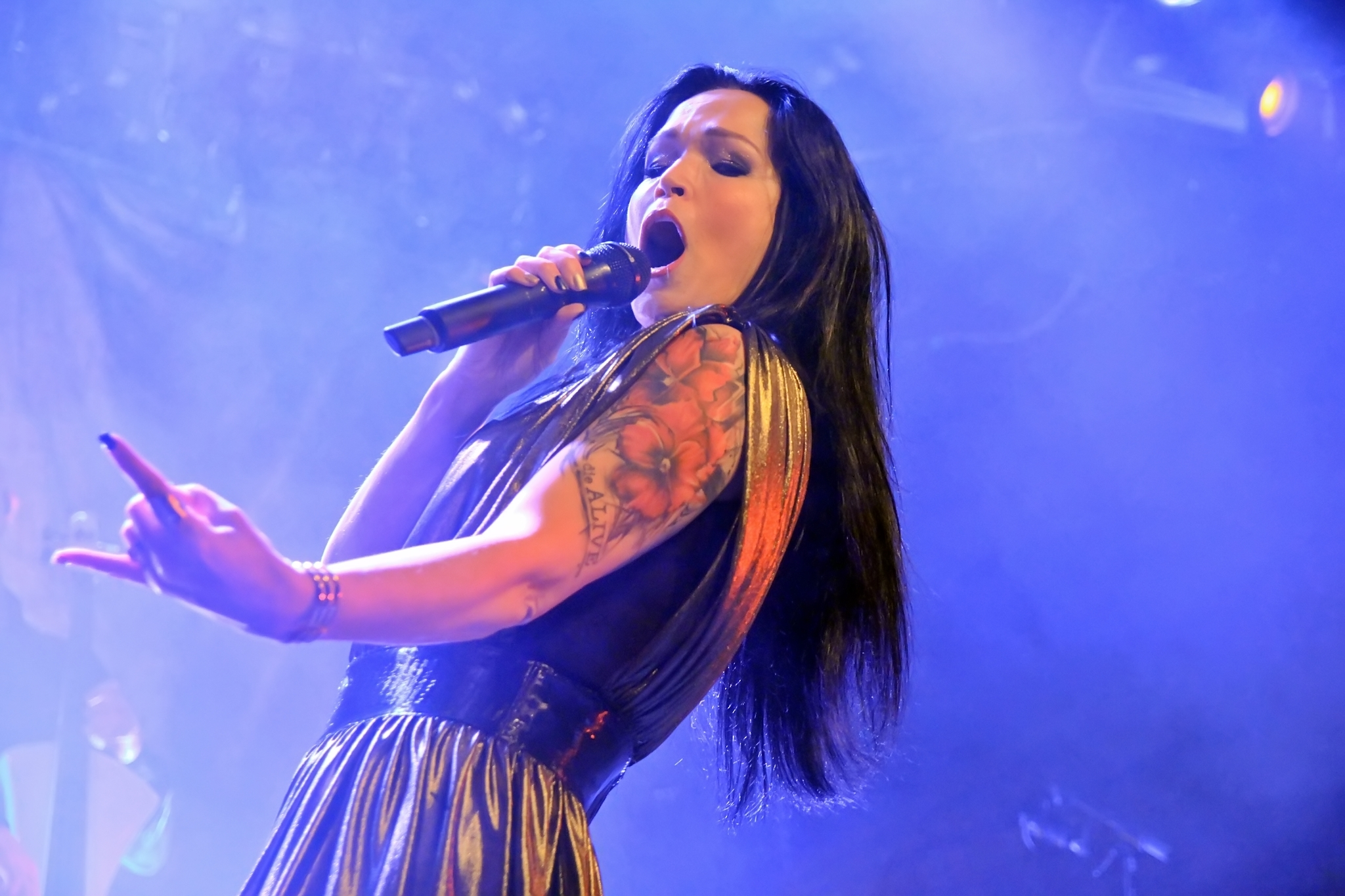
Tarja ao vivo em Nürnberg, Alemanha em 2023.

A voz de Tarja é descrita pela crítica como "poderosa, marcante e emocional", e mesmo críticos que não apreciam música clássica já apontaram que Tarja sabe usar suas raízes clássicas muito bem dentro do heavy metal.
Até o fim de sua participação no Nightwish, Tarja era apontada como imagem e rosto da banda, enquanto que o líder e compositor Tuomas Holopainen era apontado como a "alma"; mas Tarja sempre foi descrita como a responsável pelo sucesso do grupo internacionalmente, sendo também sempre respeitada por outros artistas e bandas do gênero; Slash, Scorpions, Iron Maiden, Ozzy Osbourne e Mötley Crüe já se posicionaram favoravelmente a Tarja e ao seu trabalho no Nightwish.[carece de fontes?]
Tarja também foi alvo de publicidade negativa após sua saída do Nightwish; sua personalidade e seu caráter foram postos em dúvida na mídia, já que os outros membros da banda afirmaram que demitiram Tarja pois ela havia se tornado ambiciosa e mesquinha:[carece de fontes?]
| “ | ...Somos também uma banda que sempre fez música do coração, pela amizade e pela música em si. A satisfação mental sempre deve ser mais importante do que o dinheiro! O Nightwish é uma banda, é uma emoção. Para você, infelizmente, negócios, dinheiro, e coisas que nada tem a ver com essas emoções, se tornaram muito mais importantes... Tuomas sobre Tarja na carta de demissão da cantora. | ” |

O marido e empresário de Tarja, Marcelo Cabuli, respondeu a várias perguntas de fãs sobre esse assunto; ele defendeu Tarja e rebateu várias acusações feitas na carta. Marcelo disse que a única exigência que Tarja fazia para seu camarim era um espelho para que ela pudesse se maquiar, e também negou o fato de que Tarja havia se tornado alguém extremamente interessado em dinheiro:[carece de fontes?]
| “ | Se vocês pesquisassem para descobrir qual membro da banda era beneficiado em transações comerciais vocês ficariam surpresos. Marcelo Cabuli sobre a demissão de Tarja. | ” |

Mesmo assim, esses boatos nunca afetaram a imagem de Tarja, principalmente na Finlândia, onde ela possui uma grande popularidade. Em 2003, a presidente finlandesa Tarja Halonen convidou a cantora e Marcelo para a comemoração do dia da independência do país, junto com grandes personalidades da música e da política local; Tarja também cantou no evento que foi transmitido ao vivo para mais de duas milhões de pessoas. Em 2007, Tarja esteve presente na comemoração dos noventa anos da independência finlandesa, onde ela cantou diferentes versões do hino nacional local ao lado do tenor Tapiola Sinfonietta.[carece de fontes?]
Na Europa, a popularidade de Tarja é mais limitada ao cenário do rock e do metal; ela teve uma grande divulgação em 30 de novembro de 2007, quando foi convidada pela boxeadora alemã Regina Halmich para cantar "I Walk Alone" em uma cerimônia que foi transmitida para todo o continente, com mais de 8 milhões de espectadores.

## Discografia

### Carreira Solo
- Henkäys ikuisuudesta (2006, Álbum de Natal)
- My Winter Storm (2007)
- What Lies Beneath (2010)
- Colours in the Dark (2013)
- Ave Maria – En Plein Air (2015, Álbum Clássico)
- The Shadow Self (2016)
- From Spirits and Ghosts (2017, Álbum de Natal)
- In the Raw (2019)
- Outlanders (2021–present)

### Com o Nightwish
- Angels Fall First (1997)
- Oceanborn (1998)
- Wishmaster (2000)
- Over the Hills and Far Away (2001)
- Century Child (2002)
- Once (2004)
- End of an Era Ao Vivo (2006)

|  |  |

## Turnês
- Henkäys ikuisuudesta Tour (2006)
- Storm World Tour (2007–2009)
- What Lies Beneath World Tour (2010–2012)
- Colours on the Road (2013–2015)
- The Shadow Shows (2016–2018)
- A Nordic Symphony Tour (2018)
- The Raw Tour (2019–2023)
- Living the Dream (2024–2026)

Como banda de abertura
- Bleed Out Tour (2024)